# Piața Bolyai din Târgu Mureș
Piața Bolyai din Târgu Mureș (în maghiară Bolyai tér) este un ansamblu de monumente istorice aflat pe teritoriul municipiului Târgu Mureș. În Repertoriul Arheologic Național, monumentul apare cu codul 114328.10.

## Obiective turistice

### Fosta stradă Nagyköz
Pe secțiunea străzii Bolyai aflată între Piața Trandafirilor și strada Márton Áron (fosta stradă Nagyköz) se găsesc următoarele clădiri:
- Banca Austro-Ungară (strada Bolyai, nr. 2)[3]
- Casa lui János Szilágyi (strada Bolyai, nr. 4) construită după planurile arhitecților Marcell Komor și Jakab Dezső[3]
- Palatul minoriților (strada Bolyai, nr. 8) aflată în posesia mănăstirii fraților minori conventuali cu scopul de a deveni independenți pe plan financiar[3]
- Palatul catolic (strada Bolyai, nr. 10) construit în 1929 după planurile arhitectului Kálmán Petrovics pentru biserica romano-catolică[3]
- Casa lui László Benő (strada Köteles Sámuel, nr. 1) a fost în posesia renumitului redactor, jurnalist și om de afaceri târgumureșean fiind construită în colțul celor două străzi. La începutul anilor 2000 Primăria Municipiului Târgu Mureș a amenajat aici o galerie de artă din operele artistului Imre Nagy.[3]
- Casa Tolnai (strada Bolyai, nr. 12) figurează pe lista monumentelor istorice sub codul LMI:  MS-II-m-B-15483 și este una dintre cele mai vechi clădiri din Târgu Mureș. În prezent în clădirea găzduiește Disciplina de Muzică din cadrul Universității de Arte din Târgu Mureș.
- Casa Csíki (strada Bolyai, nr. 16) figurează pe lista monumentelor istorice sub codul LMI:  MS-II-a-A-15452. A fost construită în 1911 după planurile arhitecților Marcell Komor și Jakab Dezső.[3]

Imagini despre clădirile din fosta stradă Nagyköz
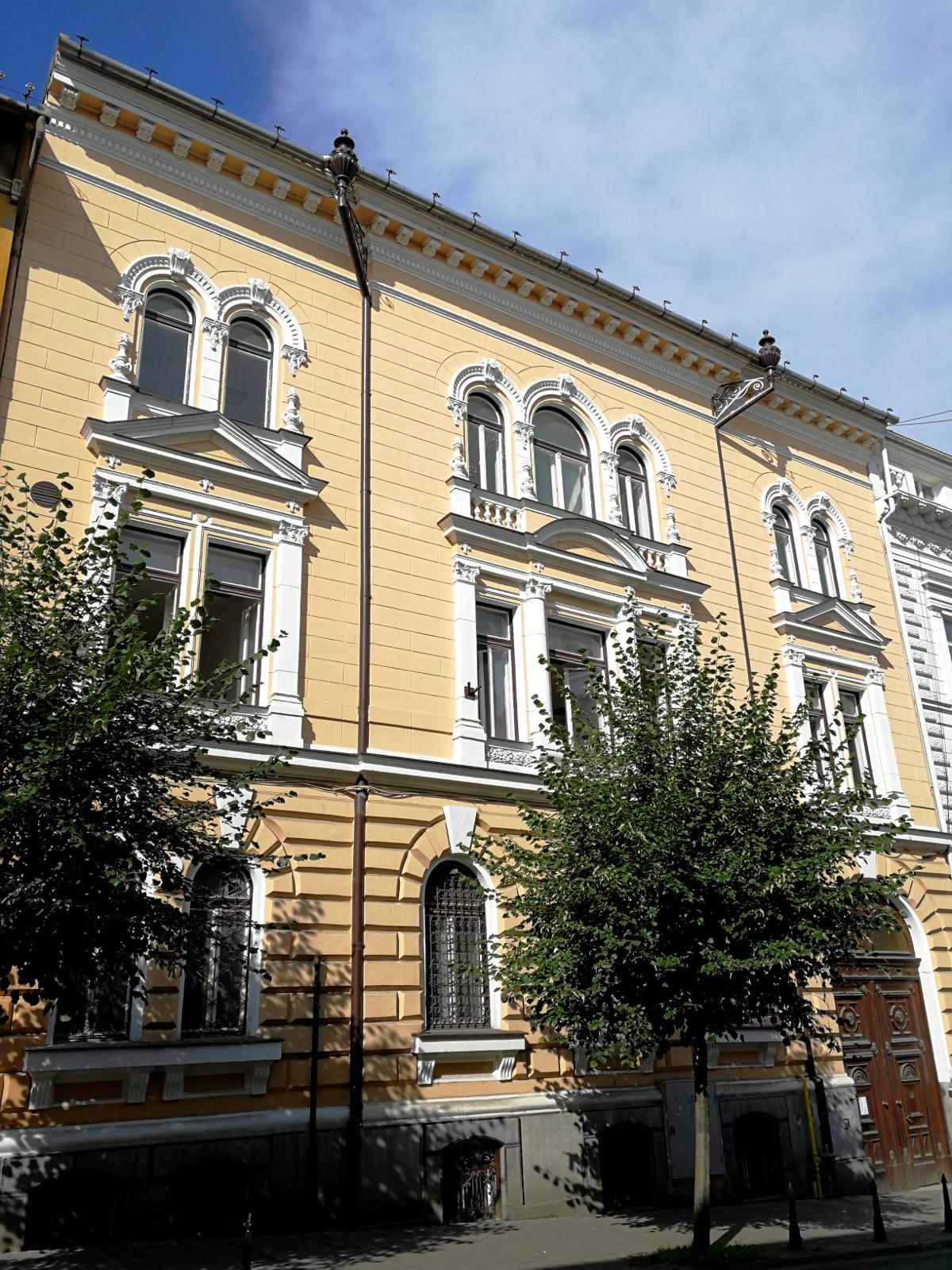
Banca (nr. 2)
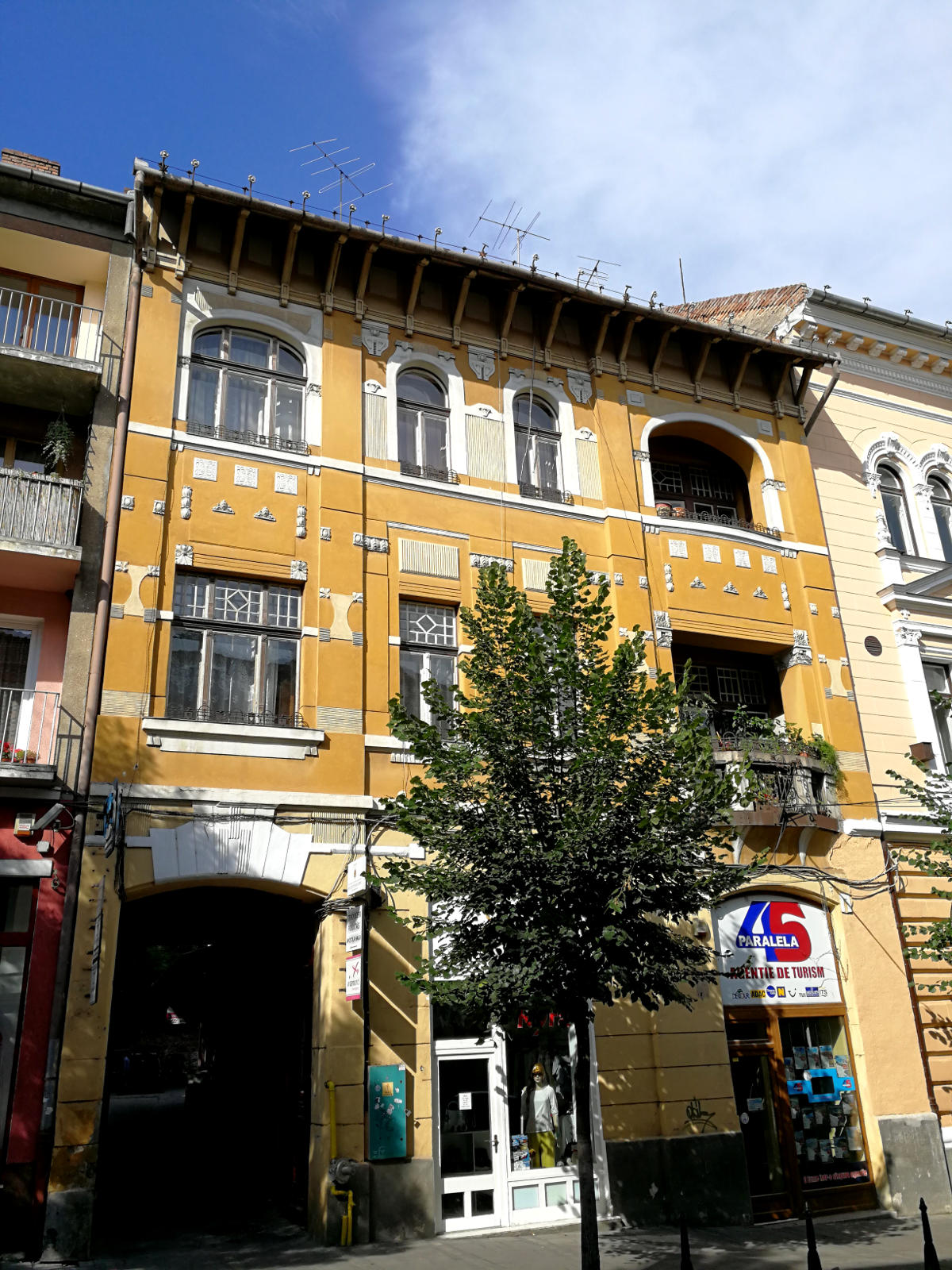
Casa Szilágyi (nr. 4)
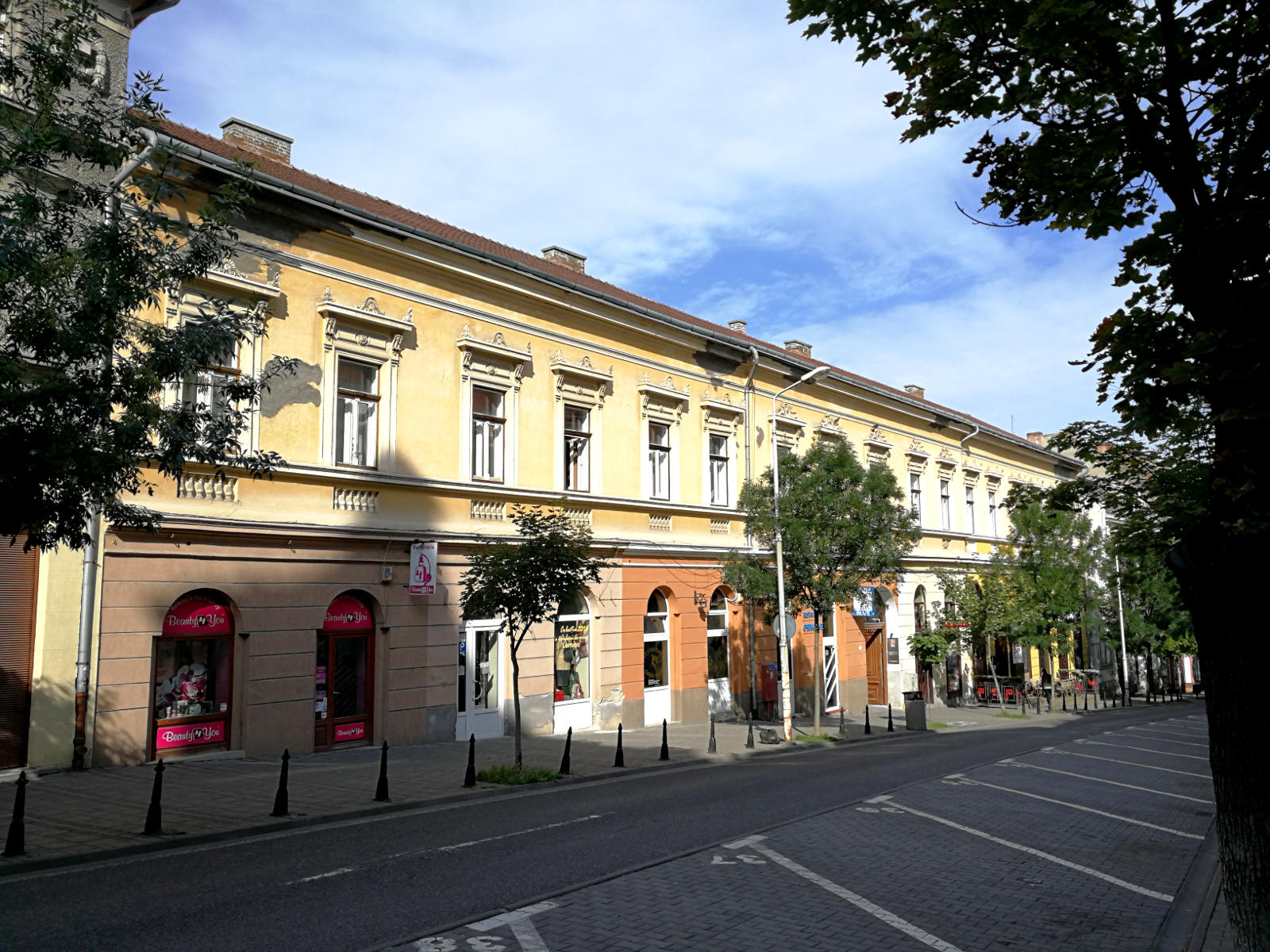
Palatul minoriților (nr. 8-10)
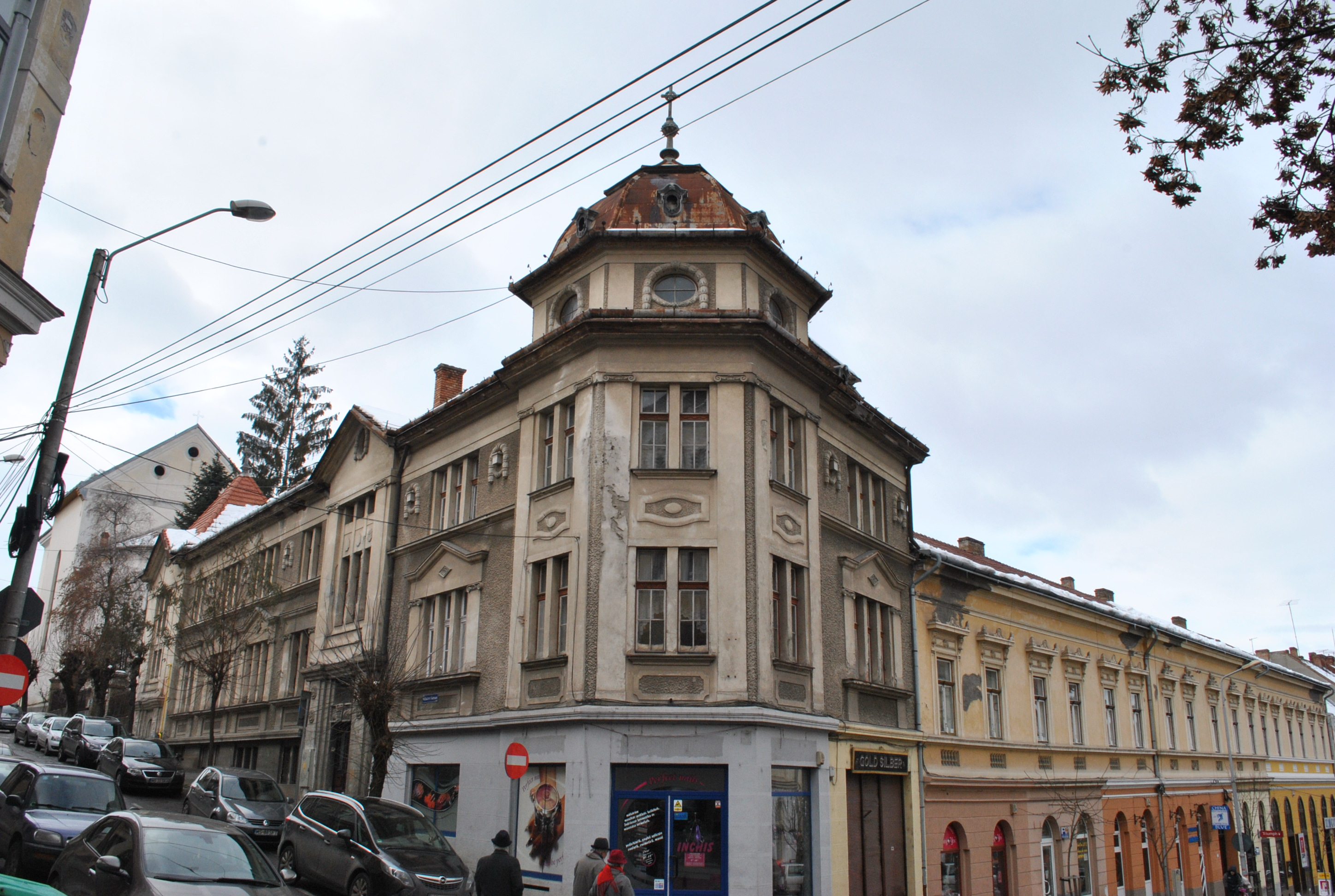
Palatul catolic
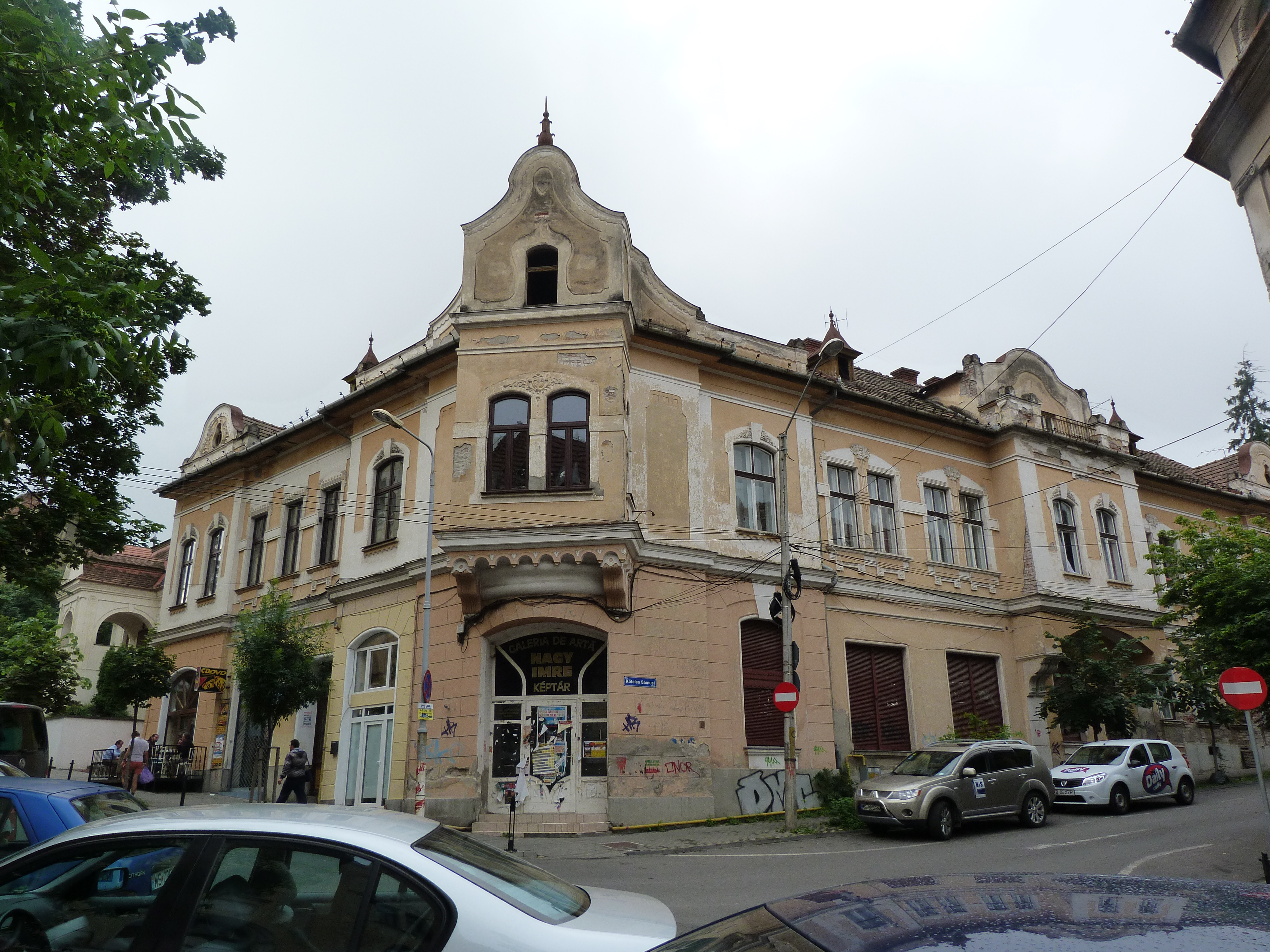
Casa Benő (str. Köteles, nr. 1)
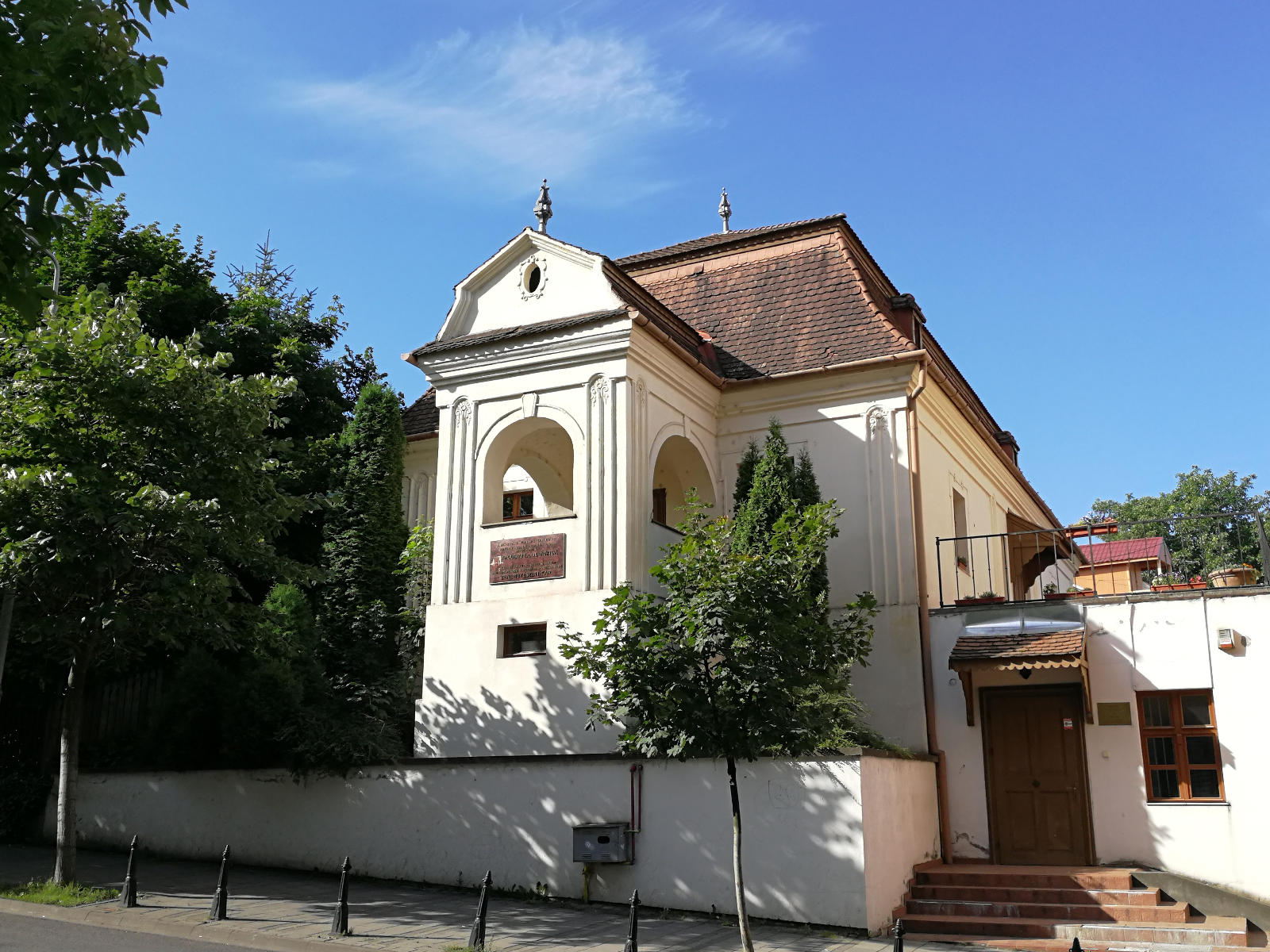
Casa Tolnai (nr. 10)
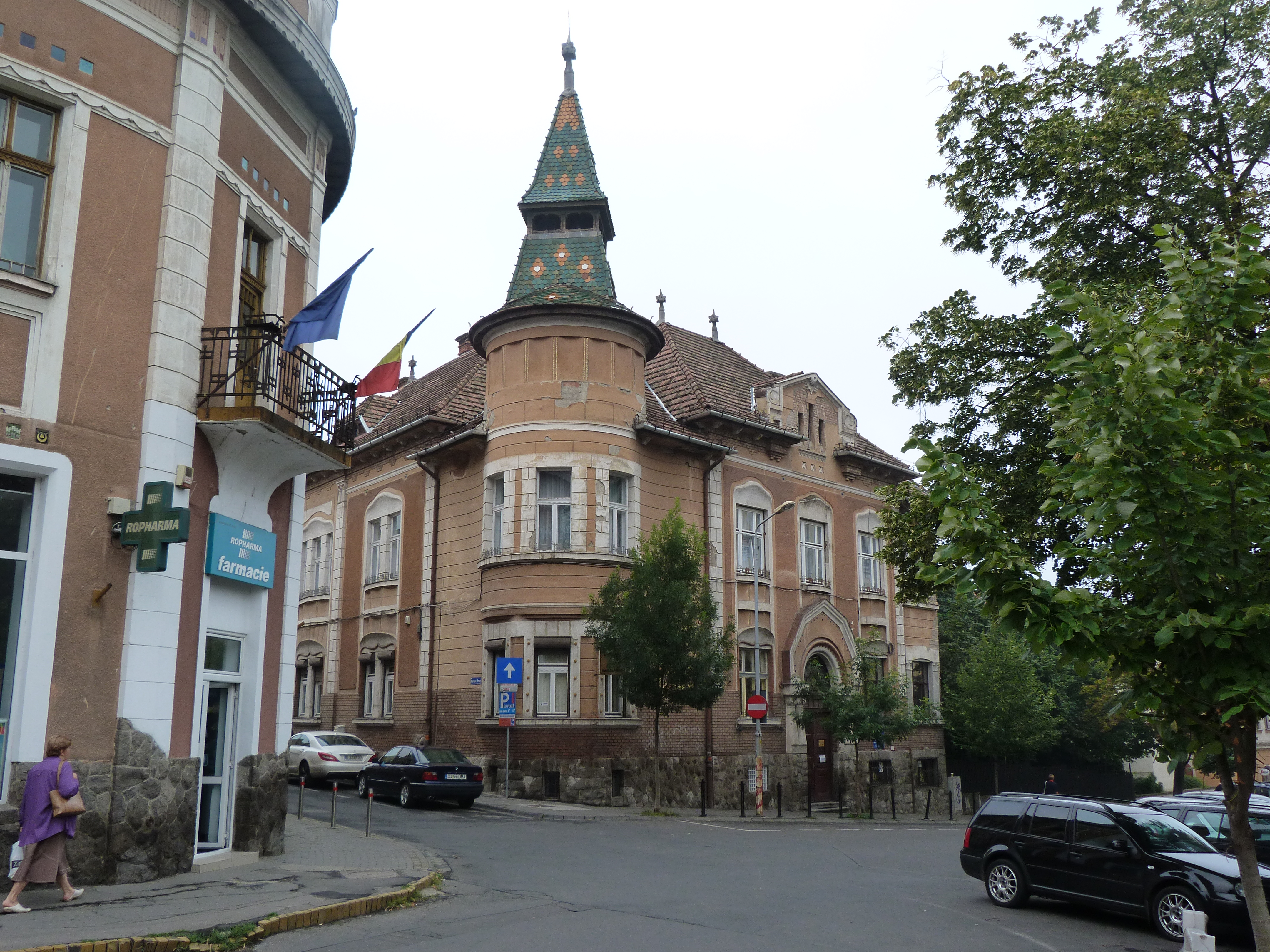
Casa Csíki (nr. 12)
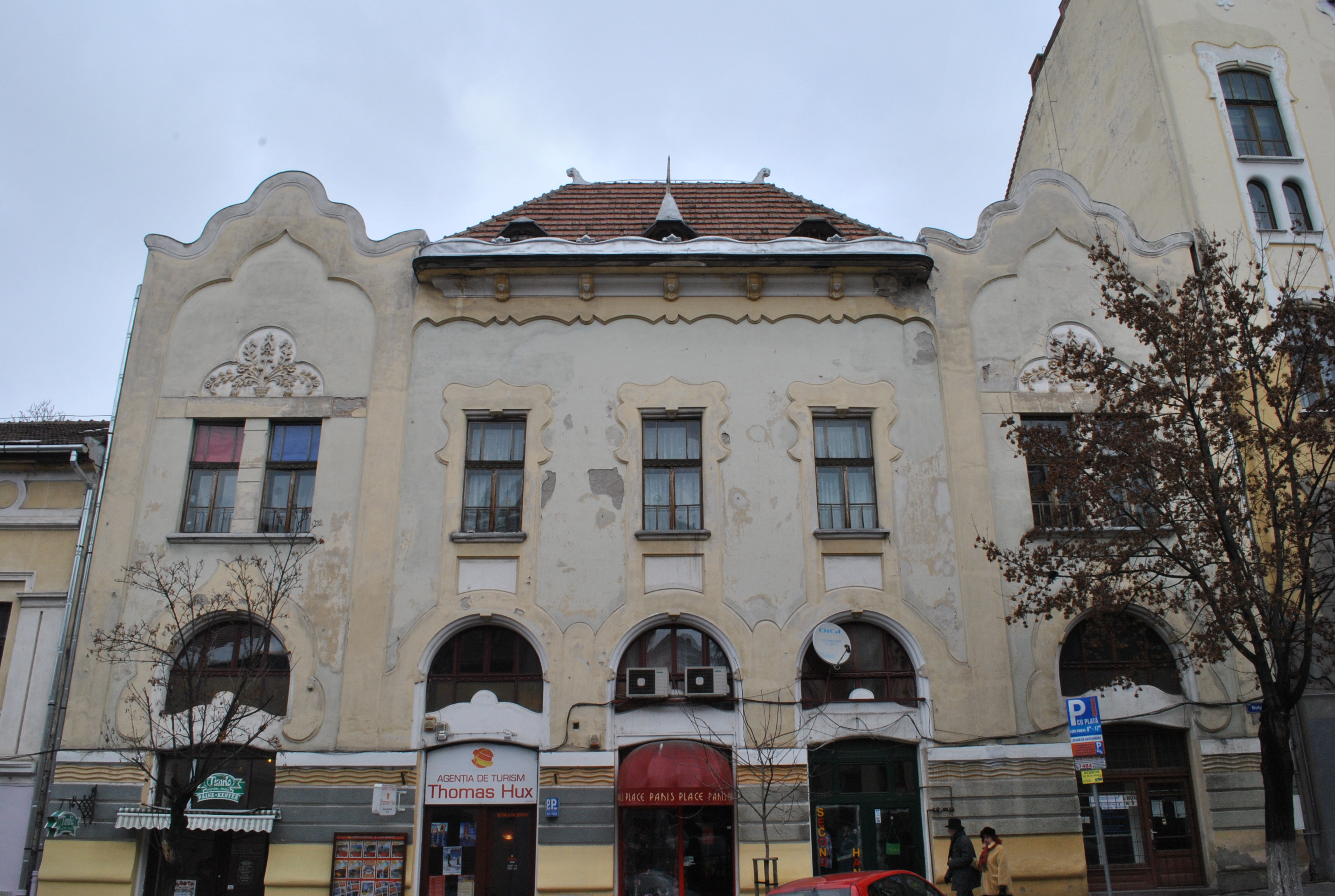
Clădire (Liceul Bolyai)

### Piața propriu-zisă
Pe Piața Bolyai propiu-zisă se găsesc următoarele obiective de valoare istorică:
- Monumentul celor doi Bolyai (Piața Bolyai)
- Biserica unitariană din Piața Bolyai (strada Bolyai, 13) figurează pe lista monumentelor istorice sub codul LMI:  MS-II-m-B-15483
- Casa Bustya-Tekegdy (strada Bolyai, nr. 9) figurează pe lista monumentelor istorice sub codul LMI:  MS-II-m-B-15481
- Prefectura veche (strada Bolyai, nr. 5) figurează pe lista monumentelor istorice sub codul LMI:  MS-II-m-A-15480

#### Colegiul Reformat
Clădirea principală a fostului Colegiu Reformat (azi adăpostește Liceul Teoretic „Bolyai Farkas” și Liceul Vocațional Reformat) se află pe strada Bolyai, nr. 3 și a fost construită stil Secession la începutul secolului al XX-lea în locul clădirii în stil baroc care a servit ca adăpost pentru biblioteca și auditoriul instituției timp de 130 de ani. Lucrările au fost executate după planurie arhitecților Sándor Baumgarten și Ödön Lechner cunoscuți în Regatul Ungariei.
Muchiile laterale ale fațadei sunt rotunjite și în aceste spații curbe este amenajată câte o fereastră. Totodată, se pot evidenția motive ornamentale stilizate, inspirate din lumea vegetală. Sala festivă a clădirii noi a fost amenajată la etajul al doilea cu ferestre largi pe fațada principală, iar pe latura opusă cu o galerie sprijinită pe console, caracterizată de un parapet curbat. Tavanul sălii combinat din suprafețe curbe este decorat cu ornamente vegetale stilizate care evocă decorația casei scărilor. S-a păstrat în cea mai mare parte și tâmplăria originală a clădirii. Scara de onoare, respectiv coridoarele dinspre curte asigură accesul spre sălile de la diferitele niveluri.

#### Hotelul Domokos
Fostul Hotel Domokos (în maghiară Domokos Szálló) se află pe strada Bolyai, nr. 18 și are funcțiunea de clădire administrativă cu spații comerciale. A fost ridicată în 1910 în stil Secession cu trei niveluri, demisol parțial, parter și etaj. În hotelul construit în stil Secession a fost primit ca oaspet renumitul poet Endre Ady și soția lui Berta Boncza.

Imagini despre clădirile din piața propiu-zisă
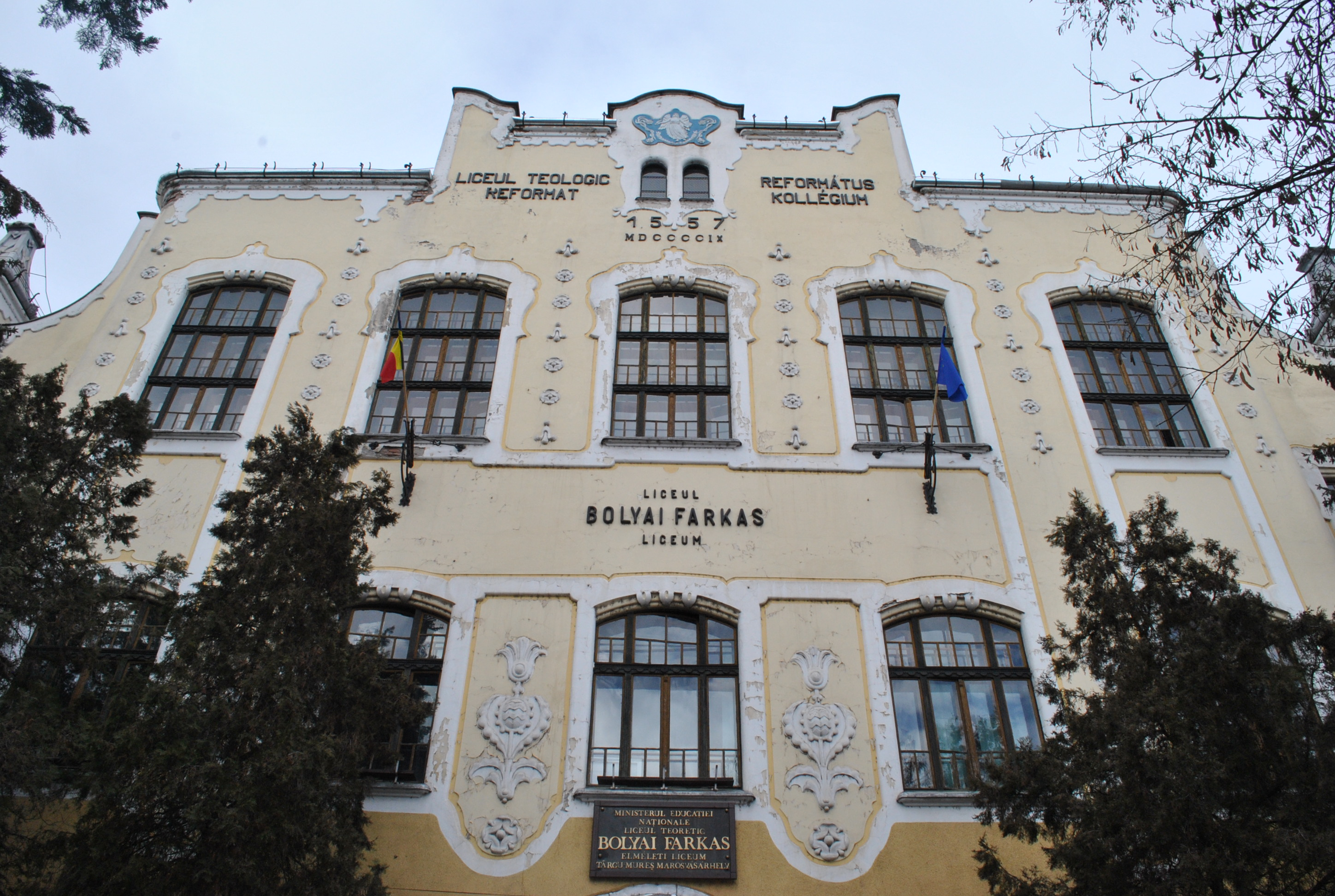
Liceul Bolyai
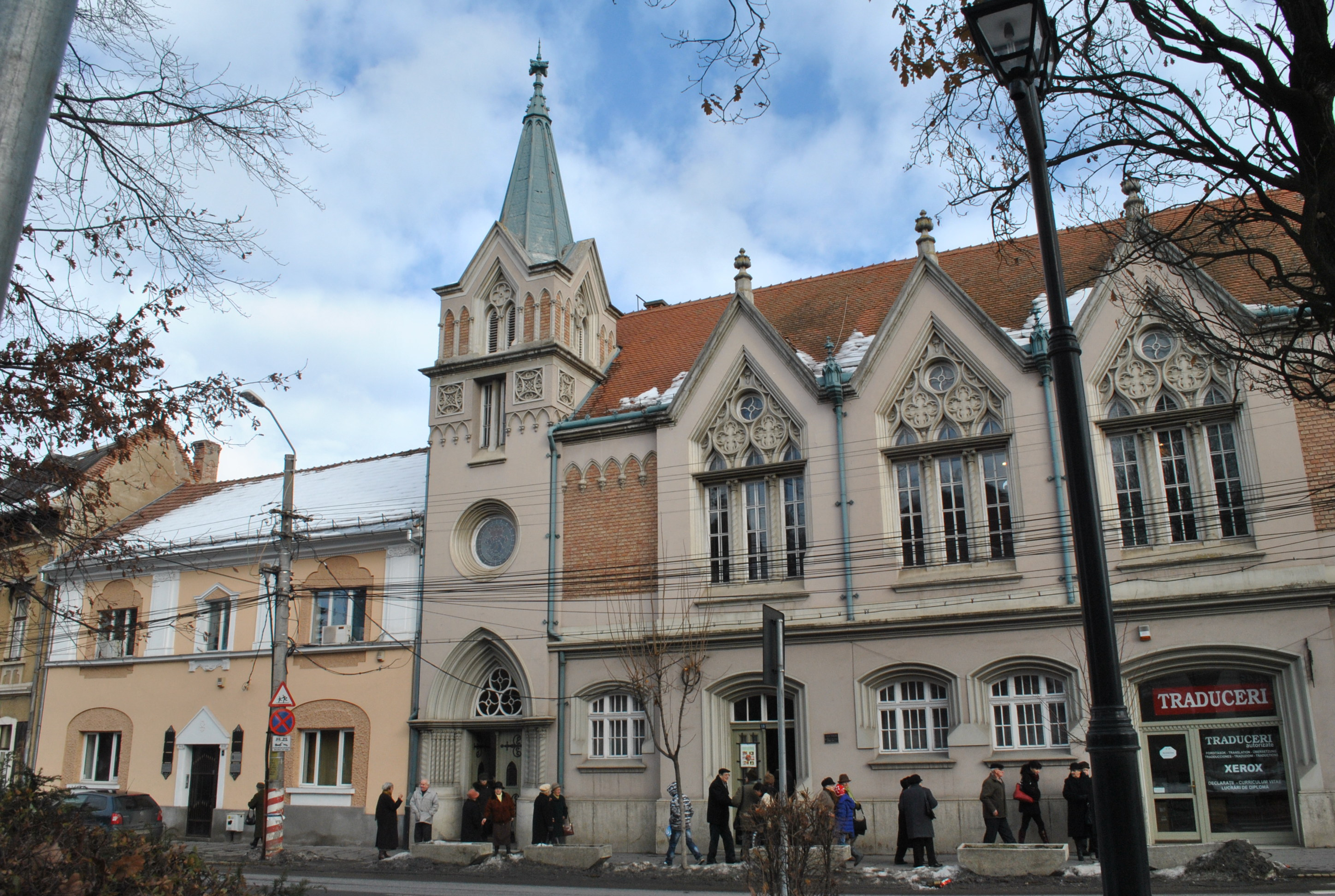
Biserica unitariană
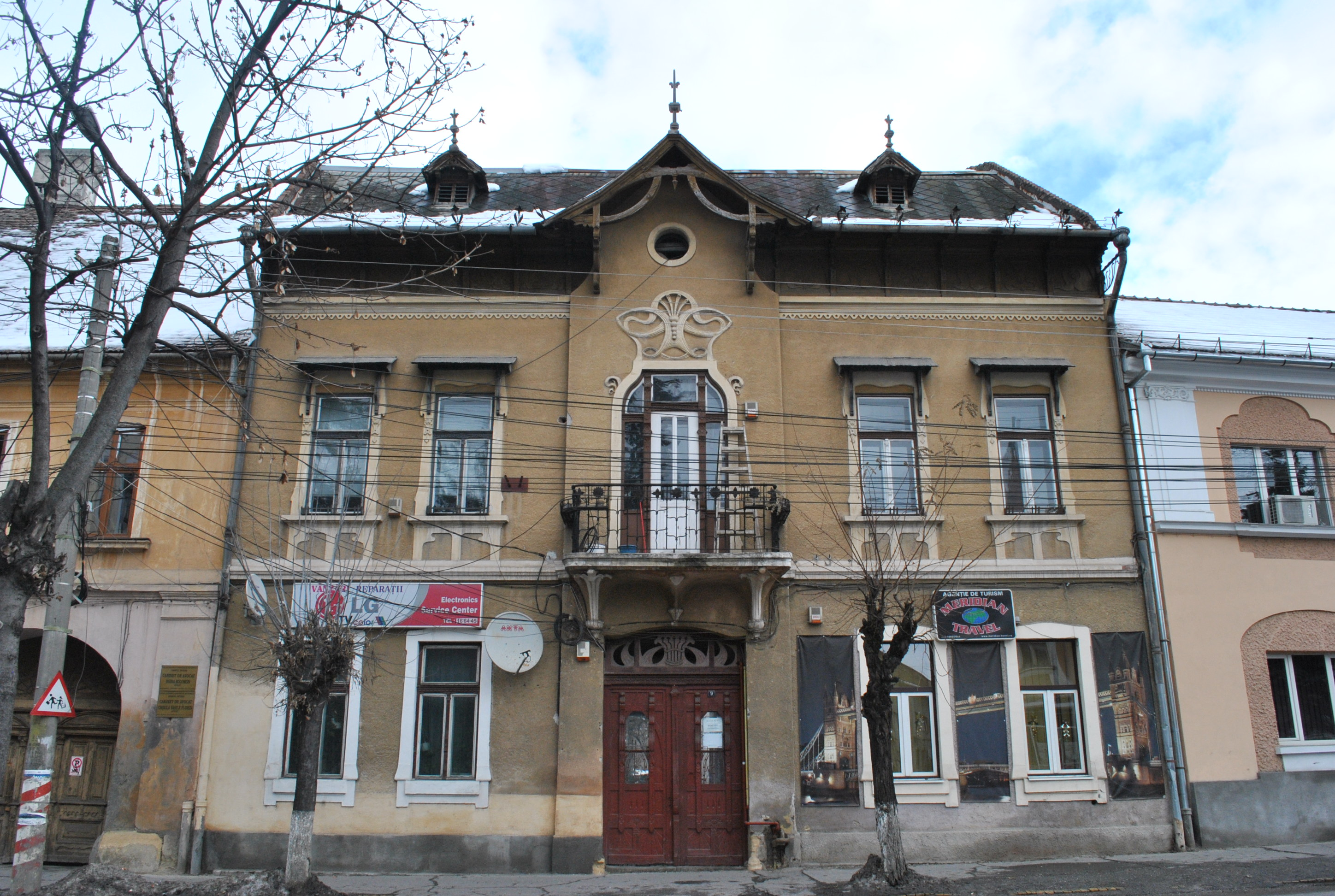
Casa Telegdy
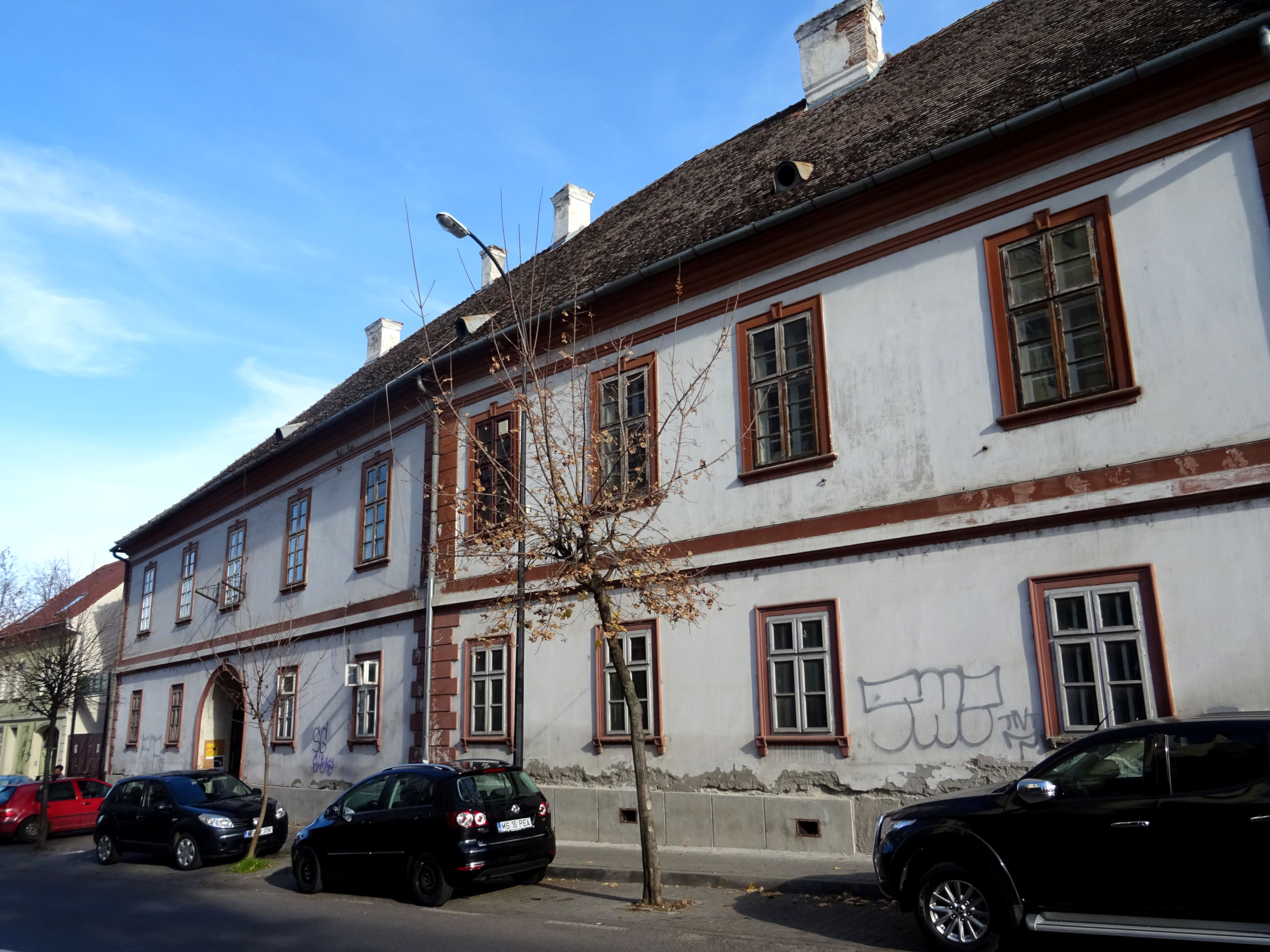
Prefectura veche
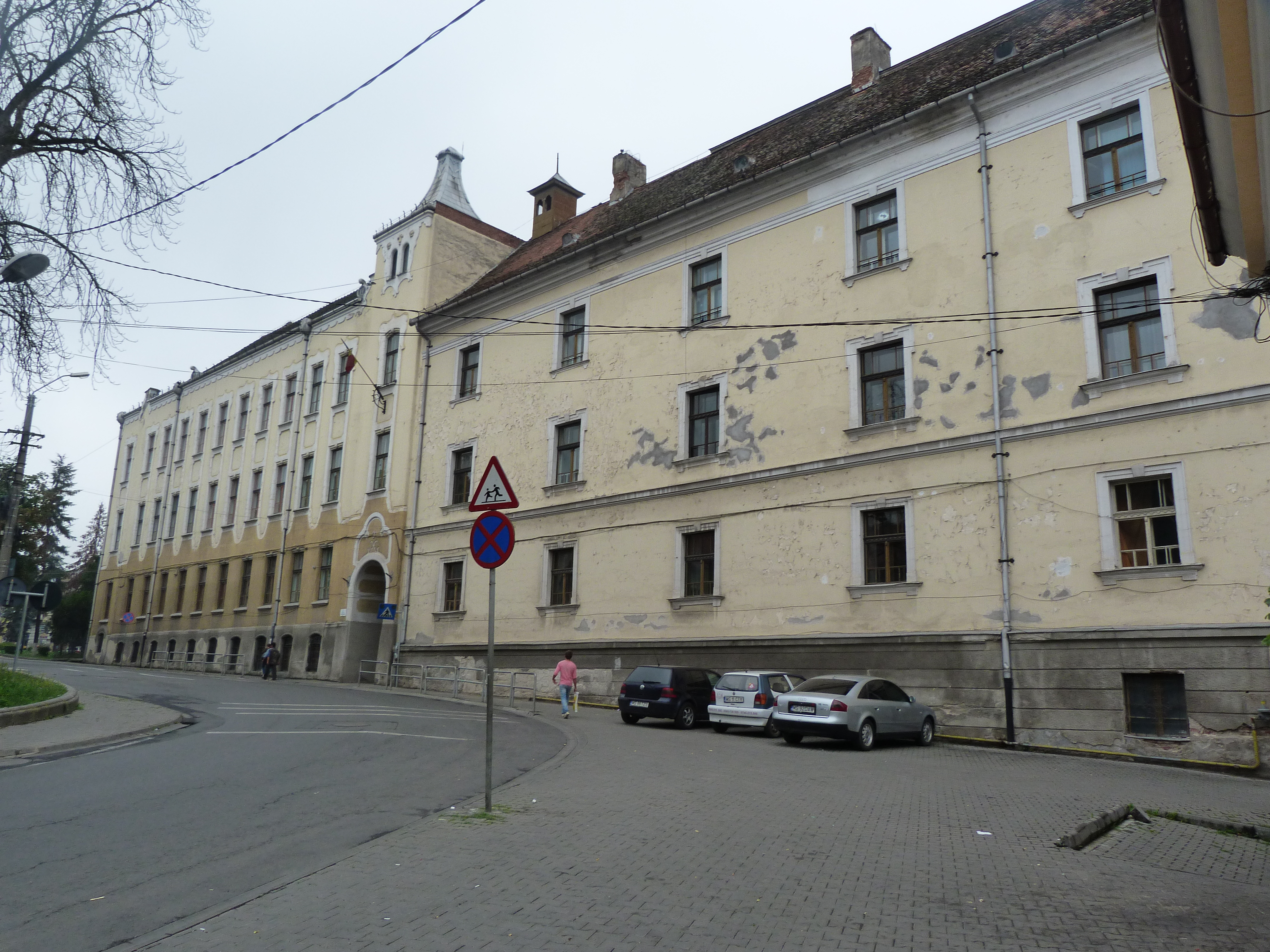
Internatul

### Partea sudică
Pe secțiunea străzii Bolyai între Piața Bolyai și strada Ștefan cel Mare se găsesc următoarele obiective de valoare istorică:
- Biblioteca Teleki-Bolyai (strada Bolyai, nr. 17) figurează pe lista monumentelor istorice sub codul LMI:  MS-II-m-A-15486
- Tabula Regia (Palatul Kendeffy) (strada Bolyai, nr. 30) figurează pe lista monumentelor istorice sub codul LMI:  MS-II-m-B-15485

Imagini despre clădirile din partea sudică
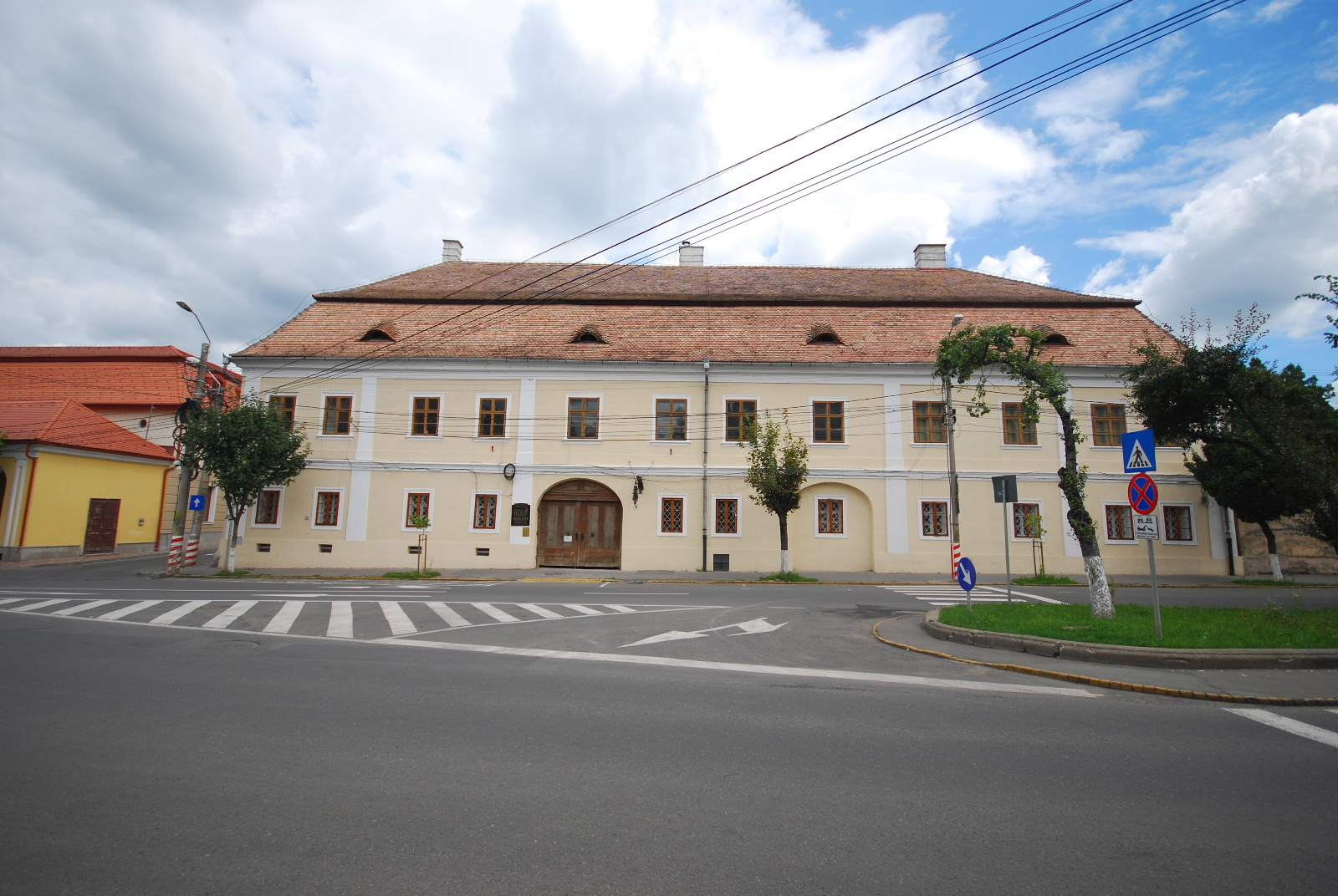
Biblioteca Teleki-Bolyai (exterior)
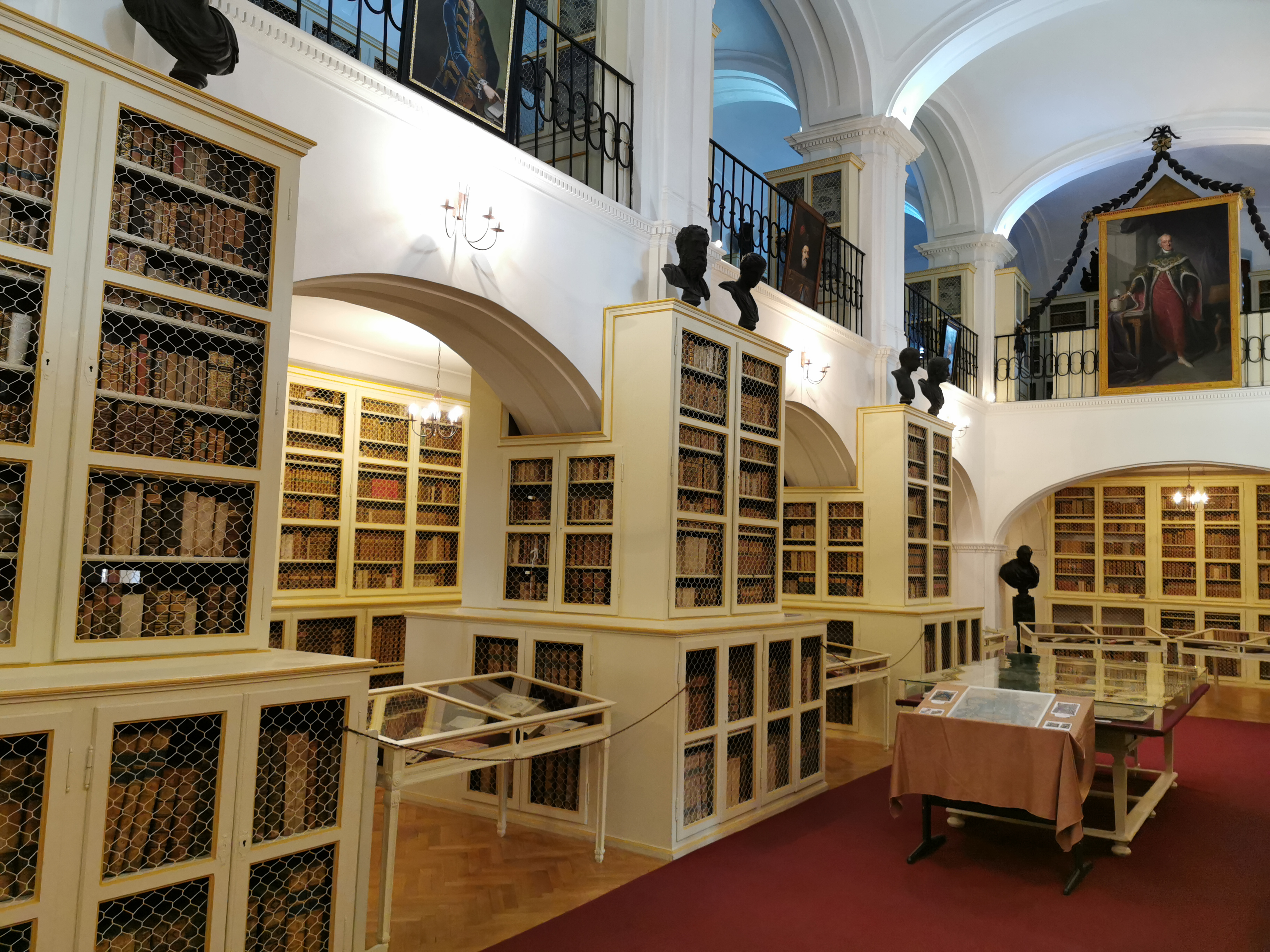
Biblioteca Teleki-Bolyai (interior)
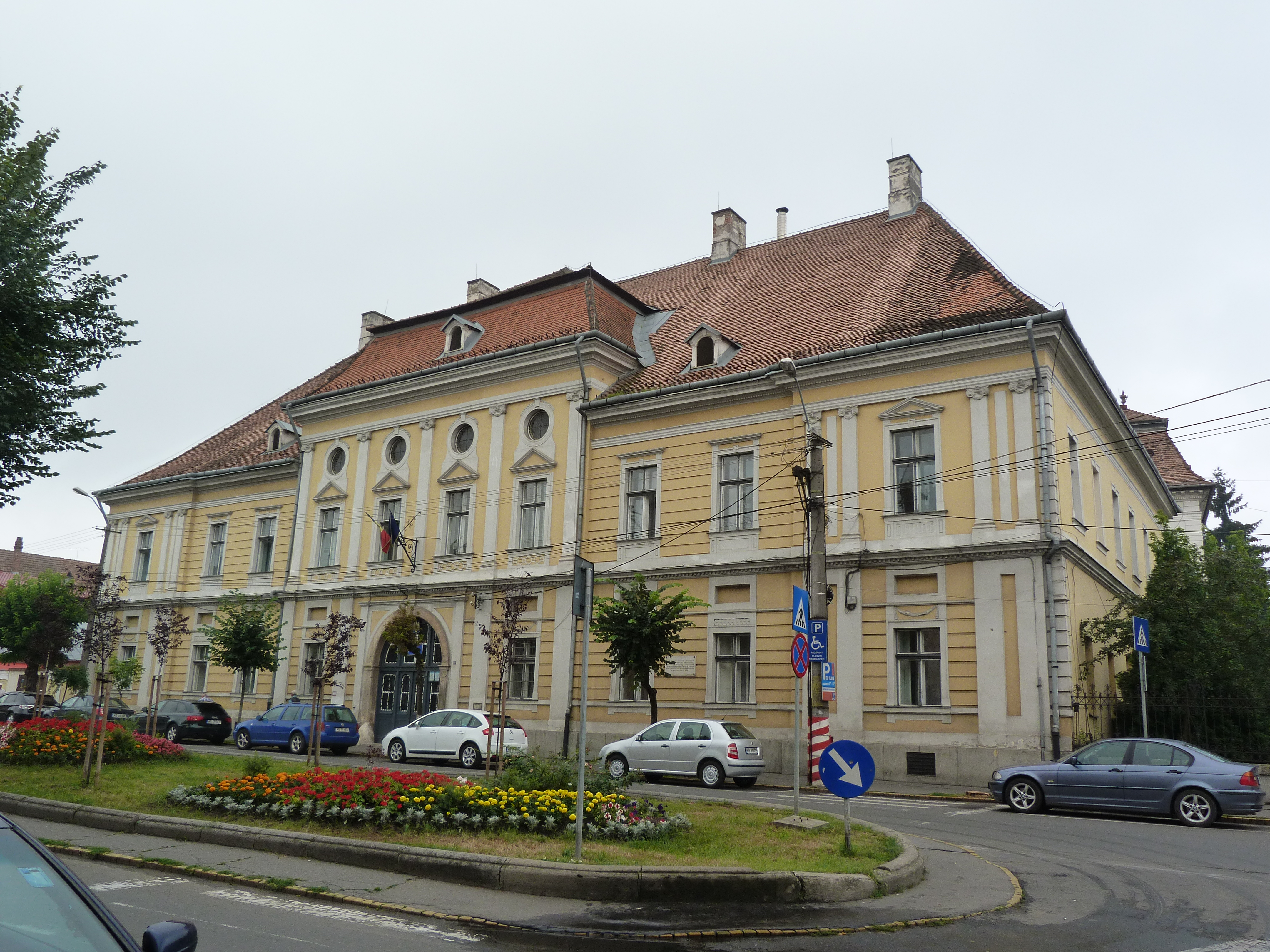
Palatul Kendeffy
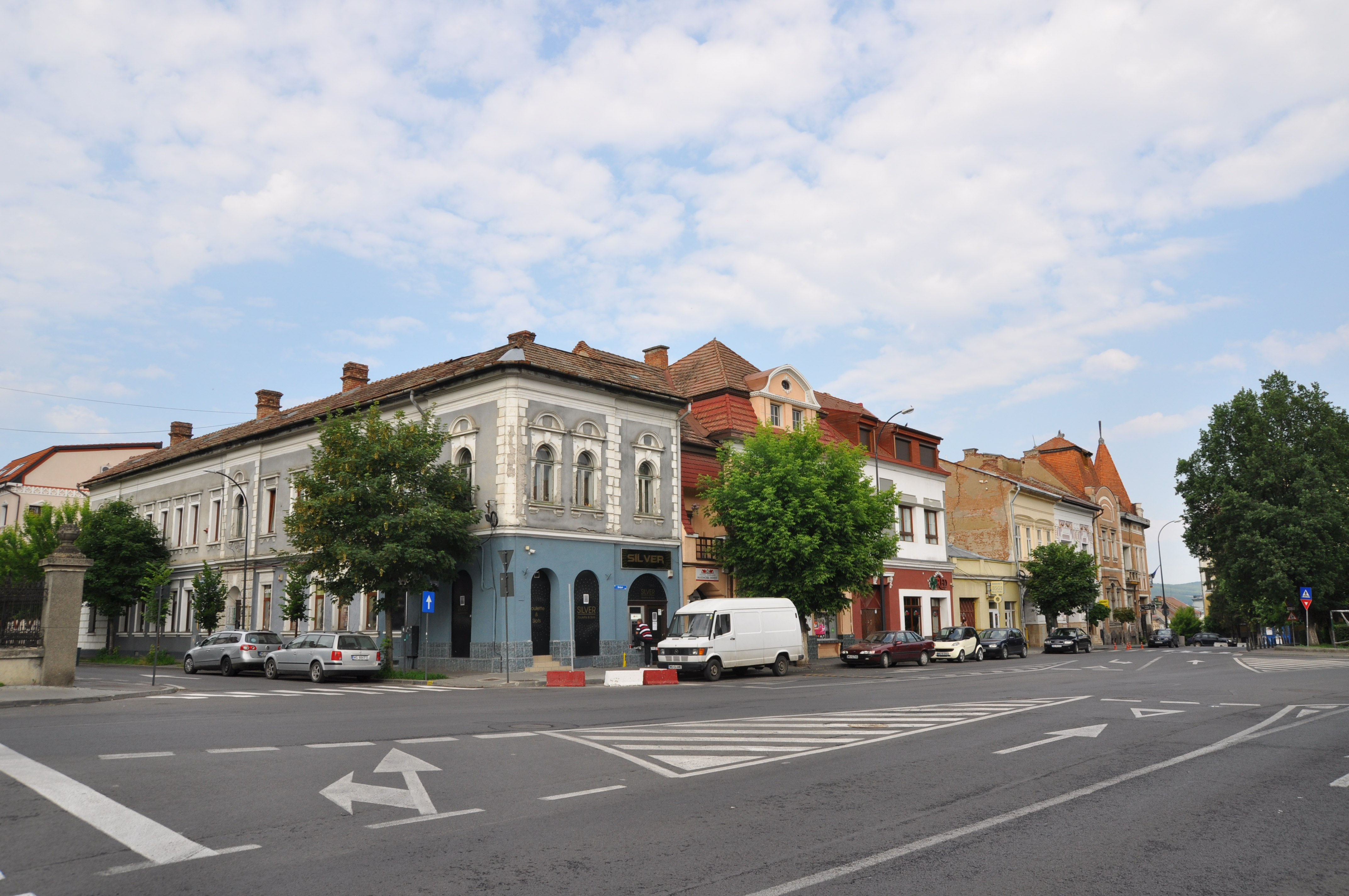
Casele Trózner, Agyagási
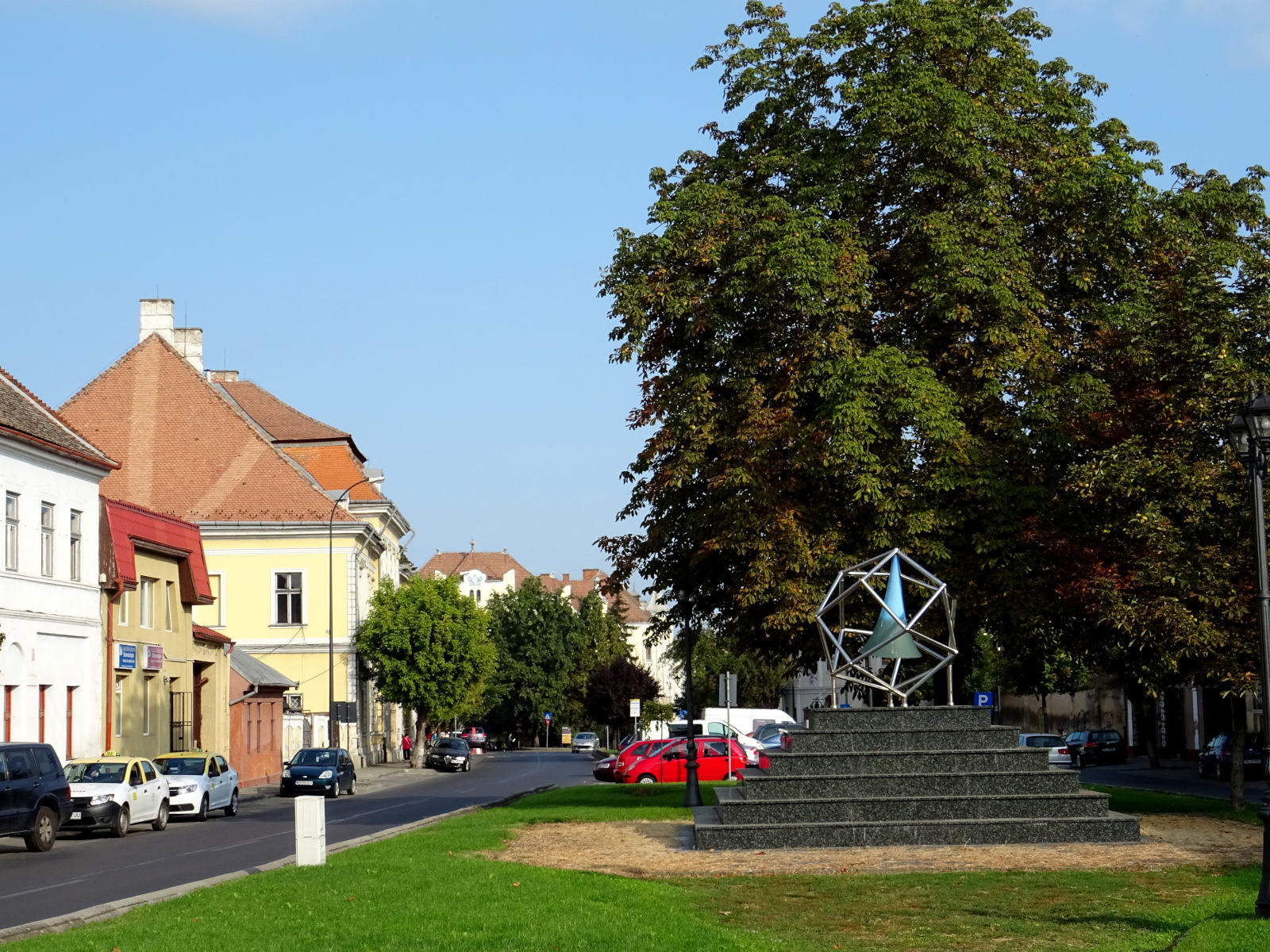
Pseudosphera